# Isoetes dispora
Isoetes dispora är en kärlväxtart som beskrevs av Hickey. Isoetes dispora ingår i släktet braxengräs, och familjen Isoetaceae. Inga underarter finns listade i Catalogue of Life.